# Émile Straus
Pour les articles homonymes, voir Straus.
Albert Émile Straus (1865-1939) est un écrivain, journaliste, critique d'art, et traducteur français. Passionné d'estampes, il se faisait appeler « l'Iconophile » et usait de divers pseudonymes comme Papyrus et Martine.

## Biographie
Issu d'une famille de magistrats, Albert Émile Straus est né à Strasbourg le 24 décembre 1865. Il commence une carrière de journaliste à Paris en 1891 au Nouvel Écho, journal littéraire et dramatique illustré dont il prend la direction en janvier 1892. Straus s'entoure de Marcel Bernhardt dit « Alcanter de Brahm » et qui sera gérant, et de collaborateurs comme Edmond Haraucourt, Georges Rodenbach, Léo Trézenik, Willy. Il produit cette même année l'une de ses premières traductions de l'allemand, La Fin de Sodome, un drame de Hermann Sudermann. Il est également rédacteur en chef de La Revue du XXe siècle établie à Mulhouse entre mai 1892 et mars 1894. Par la suite, le Nouvel Écho et cette dernière fusionnent. À compter de mars 1895, Straus entre au comité de rédaction de La Critique, revue artistique fondée par Georges Bans. Vers la fin de cette année-là, il fonde la « Société des iconophiles » afin de « favoriser le développement des arts par l'achat d'estampes de toutes natures ». De fait, La Critique où Straus signe sous les noms de « Papyrus » et « Martine », accueille en son sein de nombreux jeunes écrivains comme Colette, ou jeunes artistes comme Édouard Couturier, Léon Lebègue ou Marc Mouclier, et fut l'un des premiers périodiques à saluer et soutenir Ubu Roi d'Alfred Jarry. En 1895, il propose une traduction de Das lied von der Glocke de Schiller, illustrée d'estampes de Mouclier. De 1896 à 1899, il publie l'Almanach Georges Bans, dont le texte s'orne de nombreuses gravures. D'octobre 1895 à janvier 1898, il participe activement à L'Omnibus de Corinthe, revue artistique fondée par Marc Mouclier. En 1899, Straus fonde La Carte postale illustrée, bulletin de liaison d'une association qu'il venait de lancer, « l'International Poste-Carte Club ». En 1900, il traduit Les Rats de Heinrich Heine, illustré par Jossot. En septembre 1901, toujours dans La Critique, il s'enthousiasme pour un jeune artiste, Picasso.
Parmi ses autres travaux, Straus a produit des ouvrages sur l'Alsace et collaboré au Moniteur de l'armée sous le nom de « Saint-Jean ». Il assure la direction de La Critique jusqu'en 1920, aux côtés d'Albert Coutaud.
Retiré à Ville-d'Avray où il meurt le 4 juin 1939, son enterrement a lieu le 7 juin suivant au cimetière du Montparnasse.

## Publications
- Alcanter de Brahm et Saint-Jean [pseud.], Chansons poilantes. Premier fascicule, Chansons littéraires. Chansons diverses, avec préface de Willy, illustrations d'Aquiles Léon Lacault, Au Nouvel Écho, 1892 — sur Gallica.
- Léon Lebègue, dessinateur, coll. « Notes d'art », Bibliothèque des modernes, 1894.
- Marc Mouclier, peintre et lithographe, coll. « Notes d'art », Bibliothèque d'art de la critique, 1895.
- Édouard Couturier, dessinateur, coll. « Notes d'art », Bibliothèque d'art de la critique, 1896.
- Rêve, vie, glose illustrée de dix xylogravures de Marc Mouclier, Bibliothèque d'art de la critique, 1896.
- Préface à Edmond Rimé et Henry Bassy, Les Yeux : étude dramatique en deux parties, Bibliothèque de la critique, 1898.
- L'Aurore du XXe siècle, frontispice de Henry Chapront, Bibliothèque de la critique, 1901.
- Le Théâtre alsacien, illustré par Charles Spindler et Albert Koerttgé, Bibliothèque de la critique, 1901.
- La Nouvelle Alsace, Bibliothèque de la critique, 1902.
- [Papyrus et Martine] Punch and Judy, célèbre drame guignolesque anglais pour la prime fois adapté en France, à l'usage des thériaqueurs et montreurs de puppes, suivi des Paralipomènes de Punch, illustré par Henry Chapront, Bibliothèque de La Pensée, 1903.
- [Martine], Voyage aux ruines de Versailles, Bibliothèque de La Pensée, 1905.
- [Martine], L'Incendie du château de Versailles : relation authentique contenant ce qui s'est passé de plus remarquable avec les différents caractères des personnages qui ont eu part à ce fameux événemen, Bibliothèque de la critique, 1905.